# De Kei
De Kei was een waterschap in Friesland dat een bestuursorgaan was van 1914 tot 1969. Het grondgebied lag bij oprichting in de gemeenten Gaasterland en Hemelumer Oldephaert en Noordwolde.
Doel van het waterschap was de regeling van de waterhoogte in het beheersgebied ten westen van de Bakhuistervaart en Wielvaart en het onderhoud aan werken rond de Wielvaart. 
Per 1 mei 1969 werd het waterschap opgeheven en ging het in de eerste grote waterschapsconcentratie in die provincie, op in het waterschap Tusken Mar en Klif. Na verdere fusies valt het gebied sinds 2004 onder Wetterskip Fryslân.